# Canisy
Canisy est une commune française, située dans le département de la Manche en région Normandie, peuplée de 1 723 habitants.
Le 1er janvier 2017, Canisy se constitue en commune nouvelle et sera également une commune déléguée au même titre que Saint-Ébremond-de-Bonfossé, autre commune composante. Cette commune déléguée est peuplée de 1 029 habitants

## Géographie

### Localisation
La commune est à l'ouest du pays saint-lois. Son bourg est à 7 km au sud-est de Marigny, à 9 km au sud-ouest de Saint-Lô et à 23 km à l'est de Coutances.
| Quibou | Saint-Gilles             | Saint-Lô                                              |
| Quibou | Canisy, commune nouvelle | Bourgvallées (comm. dél. de Gourfaleur)               |
| Quibou | Saint-Martin-de-Bonfossé | Bourgvallées (comm. dél. de Saint-Samson-de-Bonfossé) |

| Quibou | Saint-Gilles             | Saint-Gilles               |
| Quibou | Canisy, commune déléguée | Saint-Ébremond-de-Bonfossé |
| Quibou | Saint-Martin-de-Bonfossé | Saint-Ébremond-de-Bonfossé |

### Géologie et relief
Le point culminant (116 m) se situe en limite sud, près du lieu-dit la Gablerie. Le point le plus bas (39 m) correspond à la sortie de la Joigne du territoire, au nord-est. La commune est bocagère.

### Hydrographie
La commune est située dans le bassin Seine-Normandie. La ligne de partage des eaux entre les bassins de la Vire au sud, par son affluent la Joigne, et de la Douve par son sous-affluent la Terrette qui délimite le territoire au nord, matérialisée par la départementale 100, traverse le territoire communal.  Elle est drainée par la Vire, la Terrette, la Joigne, l'Hain, le Coquillot, le cours d'eau 01 de l'Étang Lévêque, le cours d'eau 01 du Mesnil-de-Haut, le cours d'eau 03 de la commune de Saint-Gilles, le cours d'eau 03 de l'Étang Lévêque, le fossé 02 de la commune de Canisy, le fossé 02 de la Vannerie, le fossé 04 du Château de la Motte, le fossé 06 de la commune de Saint-Gilles, la Joigne, le ruisseau de la Planche Feron et divers autres petits cours d'eau,.
La Vire, d'une longueur de 128 km, prend sa source dans la commune de Vire Normandie et se jette dans la baie de Seine en limite d'Osmanville et de Carentan-les-Marais, après avoir traversé 27 communes.
La Terrette, d'une longueur de 29 km, prend sa source dans la commune de Cerisy-la-Salle et se jette dans la Taute en limite de Tribehou et de Graignes-Mesnil-Angot, après avoir traversé 13 communes.
La Joigne, d'une longueur de 13 km, prend sa source dans la commune de Saint-Martin-de-Bonfossé, collecte la plus grande partie des eaux du territoire, arrose le bourg, reçoit les eaux de quatre courts affluents, puis fait partiellement fonction de limite avec Saint-Gilles. Elle se jette dans la Vire en limite de la commune et de Saint-Lô, après avoir traversé six communes.

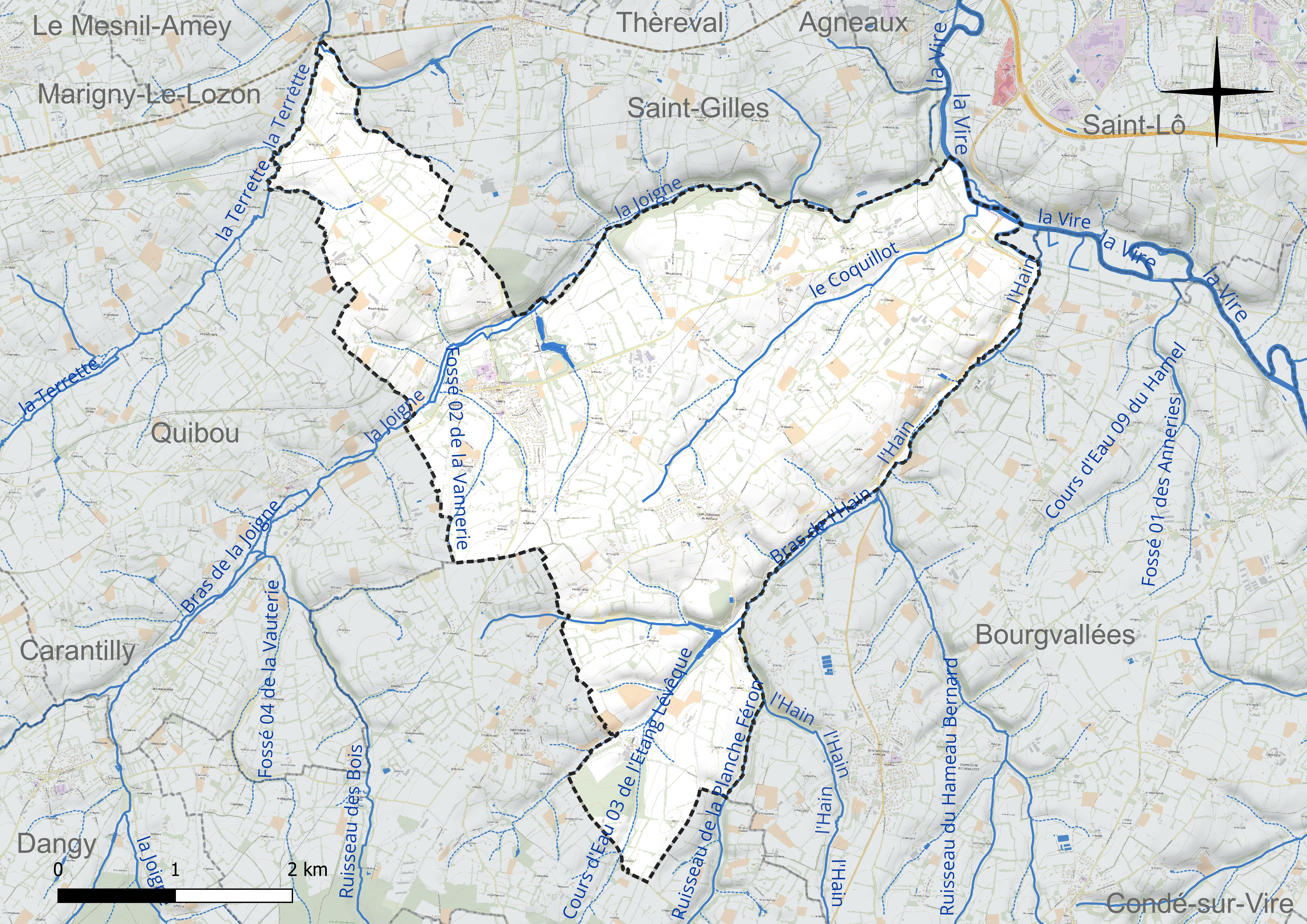
Réseau hydrographique de Canisy.

Un plan d'eau complète le réseau hydrographique : l'étang Lévêque (1,4 ha),.

### Climat
Pour des articles plus généraux, voir Climat de la Normandie et Climat de la Manche.
En 2010, le climat de la commune est de type climat océanique franc, selon une étude du CNRS s'appuyant sur une série de données couvrant la période 1971-2000. En 2020, Météo-France publie une typologie des climats de la France métropolitaine dans laquelle la commune est exposée à un climat océanique et est dans la région climatique Normandie (Cotentin, Orne), caractérisée par une pluviométrie relativement élevée (850 mm/a) et un été frais (15,5 °C) et venté. Parallèlement le GIEC normand, un groupe régional d’experts sur le climat, différencie quant à lui, dans une étude de 2020, trois grands types de climats pour la région Normandie, nuancés à une échelle plus fine par les facteurs géographiques locaux. La commune est, selon ce zonage, exposée à un « climat contrasté des collines », correspondant au bocage normand, bien arrosé, voire très arrosé sur les reliefs les plus exposés au flux d’ouest, et frais en raison de l’altitude.
Pour la période 1971-2000, la température annuelle moyenne est de 10,7 °C, avec une amplitude thermique annuelle de 11,9 °C. Le cumul annuel moyen de précipitations est de 1 022 mm, avec 13,8 jours de précipitations en janvier et 8,6 jours en juillet. Pour la période 1991-2020, la température moyenne annuelle observée sur la station météorologique la plus proche, située sur la commune de Cerisy-la-Salle à 10 km à vol d'oiseau, est de 11,5 °C et le cumul annuel moyen de précipitations est de 1 112,5 mm,. Pour l'avenir, les paramètres climatiques de la commune estimés pour 2050 selon différents scénarios d’émission de gaz à effet de serre sont consultables sur un site dédié publié par Météo-France en novembre 2022.

## Urbanisme

### Typologie
Au 1er janvier 2024, Canisy est catégorisée bourg rural, selon la nouvelle grille communale de densité à sept niveaux définie par l'Insee en 2022.
Elle est située hors unité urbaine.
Par ailleurs la commune fait partie de l'aire d'attraction de Saint-Lô, dont elle est une commune de la couronne,. Cette aire, qui regroupe 63 communes, est catégorisée dans les aires de 50 000 à moins de 200 000 habitants,.

### Voies de communication et transports
Le bourg est traversé par la route départementale no 38 reliant Saint-Lô au nord-est à Dangy et Gavray au sud-ouest. Elle y croise la D 77 qui mène au nord à Saint-Gilles et au sud à Saint-Martin-de-Bonfossé. Partageant une section de chacun de ces deux axes, la D 53 permet de rejoindre Marigny au nord-ouest et Saint-Ébremond-de-Bonfossé au sud-est. Traversant le nord du territoire, la D 100 relie Saint-Gilles à Cerisy-la-Salle au sud-ouest. L'accès aux grands axes, notamment à l'A84, se fait par la route nationale 174 à Saint-Lô à 6 km au nord-est.

## Toponymie
Le toponyme est attesté sous les formes Canabiacus en 889, Caniciacum en 1056, Canegeio en 1222, Canigeium en 1236, Canigeio au XIVe siècle, Caniciacum en 1319, Canegé en 1349, Canigy en 1451 et Canisy en 1658.
Il est issu d'un anthroponyme tel que le latin Canitius ou le roman Canabius (comprendre *Canabiu), selon la suggestion de François de Beaurepaire et qui n'est pas attesté. Il est suivi du suffixe gaulois et gallo-roman -(i)acum dont l'évolution régulière dans cette région de la Normandie aboutit précisément à la terminaison -y. Canisy a conservé le groupe Ca- initial contrairement à Chennegy (Aube) et Chenneché (Vienne) qui remonte eux-aussi à *Canabiacum, Canisy se trouvant au-dessus de la ligne Joret.
Le gentilé est Canisiais.

## Histoire

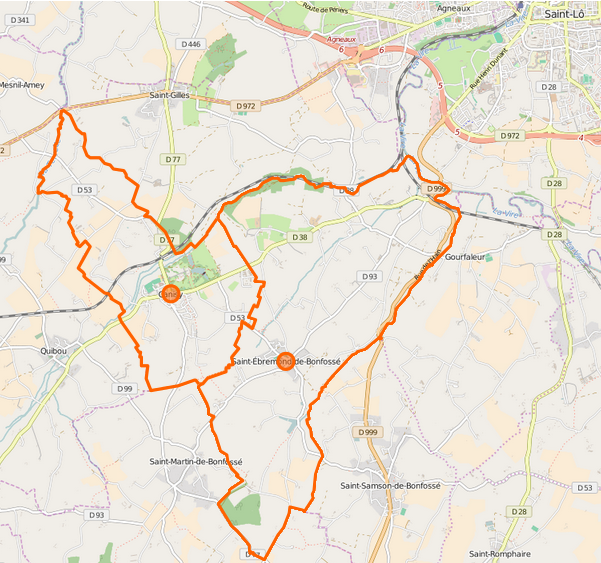
Les deux communes déléguées.

### Moyen-Âge
Selon la Chronique de Nantes, Alain le Grand, roi de Bretagne de v. 890 à 907, fit don à l'évêché de Nantes d'une abbaye située à Canabiacus (Canisy) dans la pays de Coutances, alors sous domination bretonne.
Un Hue (ou Hugues) de Carbonnel était aux côtés de Guillaume le Conquérant en Angleterre et en 1096, cinq Carbonnel seront à la première croisade et à la prise de Jérusalem en 1099.
Dès le XIIIe siècle, la seigneurie était la possession de la famille de Carbonnel, et qui jointe à d'autres terres, fut érigée en décembre 1619 en marquisat en faveur de René de Carbonnel, lieutenant du roi en Cotentin, capitaine et gouverneur d'Avranches. La baronnie de Canisy était alors composée de vingt huit paroisses desquelles relevaient vingt sept fiefs.

### Temps modernes
Par lettres patentes d'avril 1620, Louis XIII établit deux foires annuelles et deux marchés hebdomadaires à Canisy.

### Époque contemporaine

#### XXesiècle
La commune est libérée le 26 juillet 1944 par la 11e D.B.U.S..

#### XXIesiècle
Si le processus de fusion avait été engagé au niveau des douze communes de la communauté de communes de Canisy, lors du vote simultané dans chaque commune, seules deux d'entre elles, Canisy et Saint-Martin-de-Bonfossé, émettent un vote défavorable. Quatre communes décident alors de composer la commune nouvelle de Bourgvallées de moindre ampleur.
Au premier semestre 2016, un projet d'union avec Saint-Ébremond-de-Bonfossé est lancé et sera entériné par un vote simultanée des deux conseils fin juin. Cette création intervient également dans le contexte d'une intégration en 2017 de la communauté de communes au sein de Saint-Lô Agglo.

## Politique et administration
| Période                                  | Période   | Identité             | Étiquette | Qualité                               |
| ---------------------------------------- | --------- | -------------------- | --------- | ------------------------------------- |
| 1848                                     | 1851      | Aimable Lecomte      |           |                                       |
| 1851                                     | 1852      | Jean-Baptiste Osmond |           | Fait fonction de maire                |
| 1852                                     | 1853      | Jean-Louis Noël      |           | Fait fonction de maire                |
| 1853                                     | 1864      | Jean-Baptiste Osmond |           |                                       |
| 1864                                     | 1865 (?)  | Louis Vimard         |           |                                       |
| 1885                                     | 1906      | Victor Pacary        |           |                                       |
| 1906                                     | 1930      | Ernest Osmond        |           |                                       |
| 1930                                     | 1947      | Aimable Françoise    |           |                                       |
| 1947                                     | 1959      | Ferdinand Leplatois  |           |                                       |
| 1959                                     | 1976      | Paul Savary          |           |                                       |
| 1976                                     | 1985      | Auguste Nicolle      |           |                                       |
| mai 1985                                 | juin 1995 | Denis de Kergorlay   |           | Chef d'entreprise Châtelain de Canisy |
| juin 1995                                | mars 2014 | Étienne Viard        | SE        | Cadre de banque                       |
| mars 2014                                | En cours  | Jean-Marie Lebehot   | SE        | Cadre en entreprise                   |
| Les données manquantes sont à compléter. |           |                      |           |                                       |

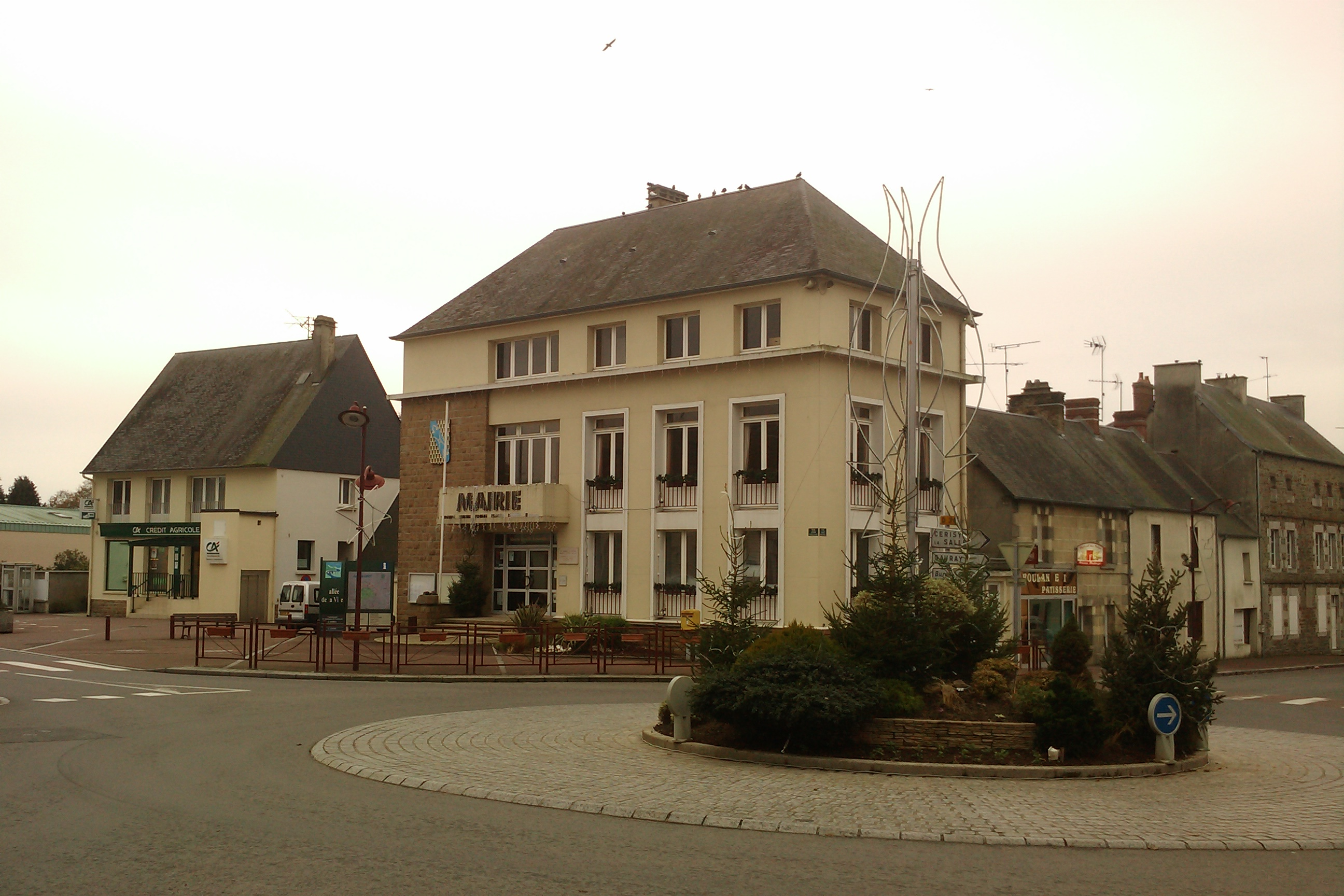
La mairie.

Le conseil municipal est composé de vingt-trois membres dont le maire et trois adjoints. Jean-Marie Lebehot est également maire de la commune déléguée de Canisy.

## Population et société

### Démographie
| 1793 | 1800 | 1806 | 1821 | 1831 | 1836 | 1841 | 1846 | 1851 |
| ---- | ---- | ---- | ---- | ---- | ---- | ---- | ---- | ---- |
| 926  | 838  | 962  | 994  | 929  | 911  | 929  | 898  | 870  |

| 1856 | 1861 | 1866 | 1872 | 1876 | 1881 | 1886 | 1891 | 1896 |
| ---- | ---- | ---- | ---- | ---- | ---- | ---- | ---- | ---- |
| 863  | 796  | 785  | 770  | 764  | 785  | 786  | 764  | 684  |

| 1901 | 1906 | 1911 | 1921 | 1926 | 1931 | 1936 | 1946 | 1954 |
| ---- | ---- | ---- | ---- | ---- | ---- | ---- | ---- | ---- |
| 691  | 675  | 659  | 621  | 632  | 688  | 655  | 853  | 763  |

| 1962 | 1968 | 1975 | 1982 | 1990 | 1999 | 2005  | 2010  | 2015  |
| ---- | ---- | ---- | ---- | ---- | ---- | ----- | ----- | ----- |
| 686  | 662  | 695  | 719  | 855  | 931  | 1 001 | 1 028 | 1 049 |

| 2018  | - | - | - | - | - | - | - | - |
| ----- | - | - | - | - | - | - | - | - |
| 1 058 | - | - | - | - | - | - | - | - |

L'évolution du nombre d'habitants est connue à travers les recensements de la population effectués dans la commune depuis sa création.
En 2022, la commune comptait 1 723 habitants, en évolution de −3,09 % par rapport à 2016 (Manche : −0,31 %, France hors Mayotte : +2,11 %).
| 2015  | 2020  | 2022  |
| ----- | ----- | ----- |
| 1 776 | 1 748 | 1 723 |

### Sports et loisirs
Le Football Club Trois Rivières fait évoluer une équipe de football en ligue de Basse-Normandie et trois autres équipes masculines, ainsi qu'une équipe féminine à huit, en divisions de district.

### Vie associative
L'école de musique de Canisy-Marigny, agréée en qualité d'association d'éducation populaire et affiliée à la Fédération musicale de Basse-Normandie, propose des cours d'instruments (piano, harpe, accordéon, guitare, batterie, violon...) pour tous les âges et tous les niveaux.

## Économie
Marché le vendredi.

## Culture locale et patrimoine

### Lieux et monuments

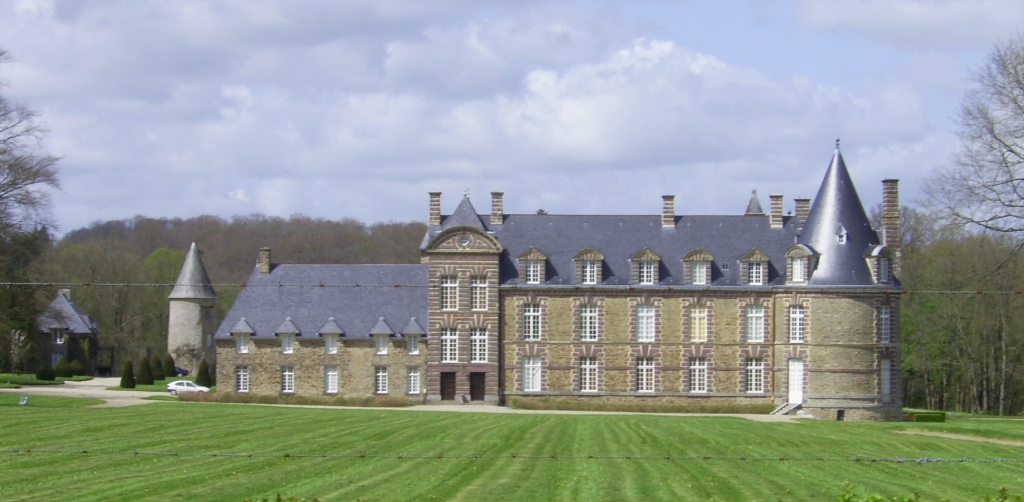
Le château de Canisy.

- Château de Canisy des XVIe, XVIIe, XVIIIe – XIXe siècles, classé au titre des monuments historiques[51].
- Église Saint-Pierre du XIXe siècle, néogothique. Elle abrite une Vierge à l'Enfant du XIVe classée au titre objet aux monuments historiques[52], ainsi qu'un saint Pierre, apôtre du XVIIIe, anges adorateurs du XVIIe, une verrière du XXe de Mauméjean.
- Église Saint-Ébremond en appareil en arête-de-poisson, portail du XIIIe siècle, chœur du XIVe. Elle abrite un autel avec boiseries du XVIIIe, des fonts baptismaux du XIVe, trois bas-reliefs du XVe et un aigle-lutrin du XVIIe classés au titre objet aux monuments historiques[53], ainsi qu'un retable en pierre du début du XVIe.
- La Croix Meslier (1826).
- Oratoire dédié à la Vierge Marie, calvaire du XIXe siècle.
- Château de la Motte du XIXe siècle, construit sur l'emplacement d'un château gothique flamboyant.
- Château de Montmireil du XIXe siècle. Bâti par l'éditeur Alphonse Lemerre (1838-1912), né à Canisy, le château a été transformé en chambres d'hôtes.
- Presbytère de Saint-Ébremond en schiste du XVIIIe siècle, avec plafond gothique flamboyant provenant de la Motte, classé au titre objet aux monuments historiques[54].
- Manoir de Cotanville (1578) : cheminée sculptée.

### Personnalités liées à la commune
- Jean Follain (1903-1971), écrivain et poète, est né à Canisy. Il publie en 1942 un livre sous le titre Canisy. Il est inhumé au cimetière communal.
- Alphonse Lemerre (1838-1912), libraire, éditeur français du XIXe siècle est né à Canisy.

### Héraldique
| Blason de Canisy | Blason  | Vairé d'or et de gueules à la bande d'azur chargée d'un fer de moulin aussi d'or accosté de deux broyes du même. |
| Blason de Canisy | Détails | |